# Nördlicher Pfeifhase

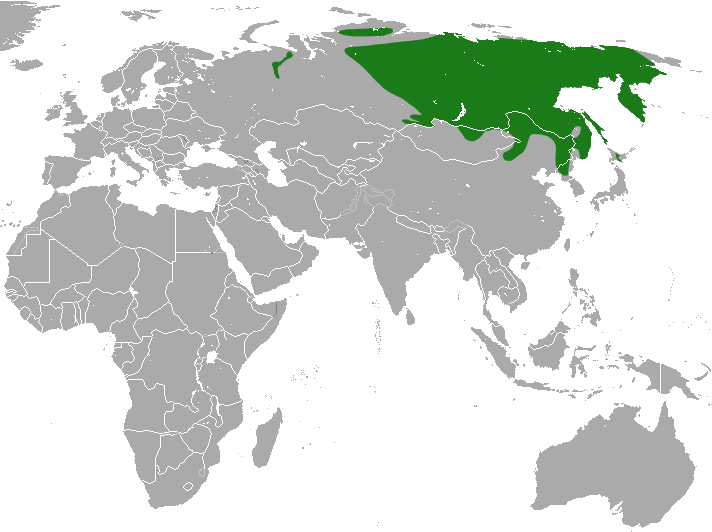
Verbreitungskarte des Nördlichen Pfeifhasen

Der Nördliche Pfeifhase (Ochotona hyperborea) gehört zur Familie der Pfeifhasen. Es handelt sich um eine paläarktische Art, für die mehrere Unterarten unterschieden werden.

## Aussehen
Ein erwachsenes Tier hat eine Körperlänge von 12 bis 18 Zentimeter und einen kleinen 0,5 bis 1,2 Zentimeter langen Schwanz. Das Gewicht variiert zwischen 55 und 200 Gramm. Der Nördliche Pfeifhase trägt im Sommer einen rötlichbraunen Mantel und einen gräulich-braunen im Winter. Die Füße sind etwas dunkler als das Körperfell. Der Schwanz ist unauffällig, die Barthaare sind sehr lang und können bis zu 5,5 Zentimeter messen, was ein wesentliches Unterscheidungsmerkmal gegenüber den anderen Ochotona-Arten darstellt.

## Vorkommen
Das Verbreitungsgebiet reicht in Asien von den Bergen des Urals, über die Mongolei und Mandschurei bis nach Nordjapan und Nordkorea. Der Nördliche Pfeifhase fehlt auf der Taimyrhalbinsel, kommt dagegen auf der Tschuktschenhalbinsel und Kamtschatka vor.

## Lebensweise
Nördliche Pfeifhasen fressen überwiegend Gräser, Kräuter und Pflanzenstängel. Während der Nahrungsaufnahme werden die Kiefer seitlich bewegt, was an die Kieferbewegungen von fressenden Hasen erinnert. Es gibt keine andere Art, die außer Hasen eine vergleichbare Kieferbewegung aufweisen. Für die Winterzeit legen sie Nahrungsvorräte aus Heu an.
Der Nördliche Pfeifhase lebt in Kolonien, die gelegentlich eine sehr große Zahl von Individuen umfassen können. Sie graben Baue, nutzen jedoch auch gelegentlich natürliche Höhlen unter Steinen oder gestürzten Bäumen.
Die Paarungszeit beginnt im Mai. Zwei- oder dreimal oder öfter im Jahr bringt das Weibchen bis zu zwölf Jungtiere zur Welt. Die Tragzeit dauert etwa 30 Tage. Bereits nach drei bis vier Wochen werden die Jungen entwöhnt. Sie erreichen die Größe eines erwachsenen Tieres etwa im Alter von vierzig bis fünfzig Tagen. Geschlechtsreife erreichen die Jungtiere häufig schon im ersten Lebensjahr.

## Systematik

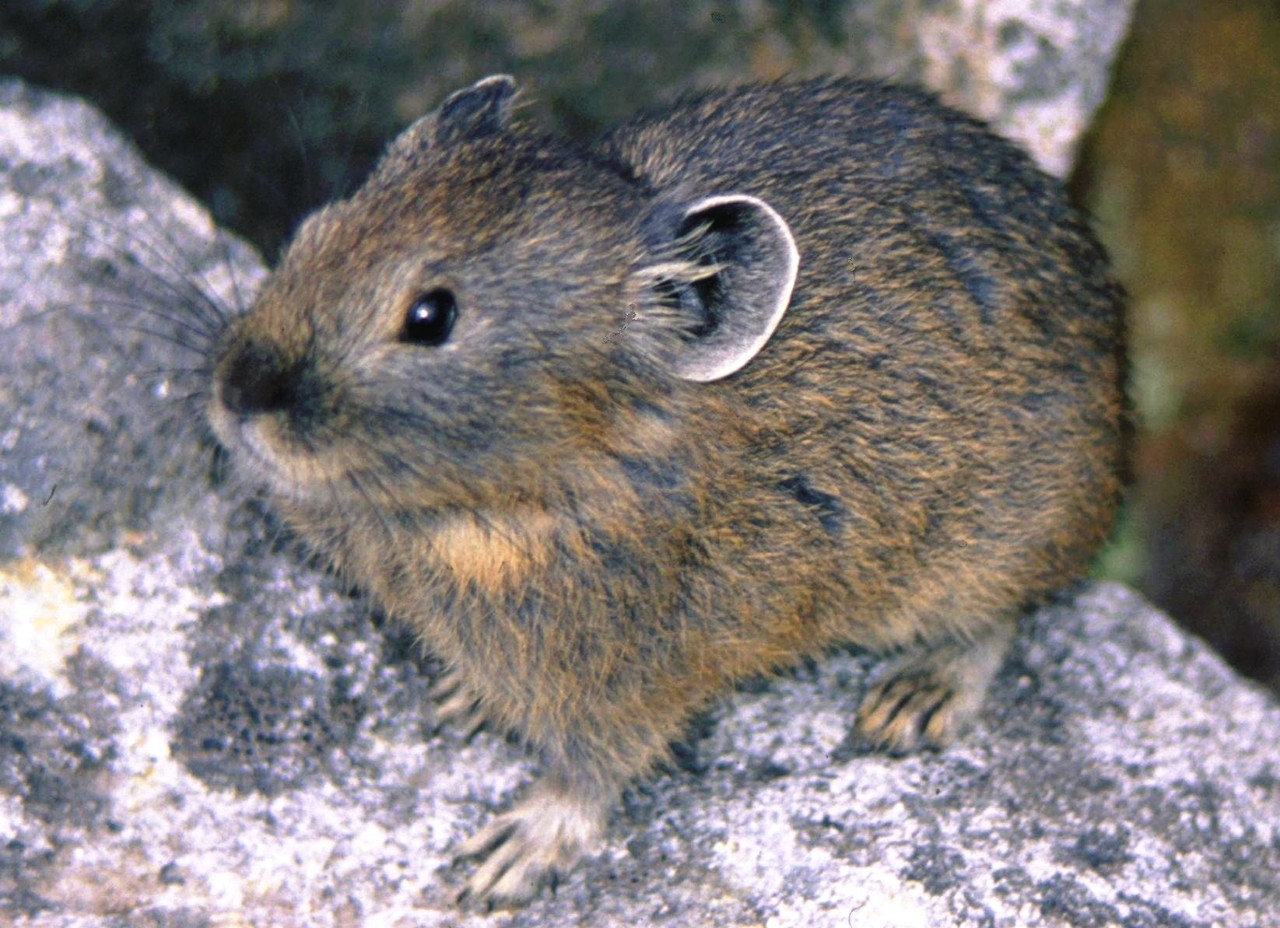
Nördlicher Pfeifhase (Ochotona hyperborea yesoensis) am Mount Nipesotsu, Japan

Der Nördliche Pfeifhase wird als eigenständige Art den Pfeifhasen (Gattung Ochotona) und der Untergattung Ochotona zugeordnet. Die wissenschaftliche Erstbeschreibung der Art stammt von Peter Simon Pallas aus dem Jahr 1811.
Innerhalb der Art werden mehrere Unterarten unterschieden:
- Ochotona hyperborea hyperborea (Pallas, 1811)
- Ochotona hyperborea cinereoflava Schrenk, 1858
- Ochotona hyperborea cinereofusca Schrenk, 1858
- Ochotona hyperborea ferruginea Schrenk, 1858
- Ochotona hyperborea naumovi Formozov & Yakhonton, 2003
- Ochotona hyperborea uralensis Flerov, 1927
- Ochotona hyperborea yesoensis Kishida, 1930
- Ochotona hyperborea yoshikurai Kishida, 1932

Teilweise wird mit Ochotona hyperborea normalis Schrenk, 1858, eine weitere Unterart beschrieben. Die ehemals ebenfalls als Unterarten betrachteten Ochotona coreana und Ochotona mantchurica werden aufgrund molekularbiologischer Merkmale der mitochondrialen DNA von Andrei Alexandrowitsch Lissowski in seiner Revision von 2013 sowie in dessen Aufarbeitung im Handbook of the Mammals of the World von 2016 als eigenständige Art betrachtet.

## Gefährdung
Der Gesamtbestand dieser Art wird derzeit nicht als bedroht angesehen. In der Roten Liste der Weltnaturschutzunion wird der Nördliche Pfeifhase daher in der Kategorie „LC“ (least concern – nicht gefährdet) geführt.

## Belege
1. ↑  Sale, S. 367
2. ↑  Sale, S. 367
3. ↑  Sale, S. 367
4. ↑  Sale, S. 368
5. 1 2 3  A.A. Lissovsky: Korean Pika - Ochotona coreana. In: Don E. Wilson, T.E. Lacher, Jr., Russell A. Mittermeier (Herausgeber): Handbook of the Mammals of the World: Lagomorphs and Rodents 1. (HMW, Band 6), Lynx Edicions, Barcelona 2016; S. 52. ISBN 978-84-941892-3-4.
6. ↑  Hoffman, R.S.; Smith, A.T. (2005). "Order Lagomorpha". In Wilson, D.E.; Reeder, D.M. Mammal Species of the World: A Taxonomic and Geographic Reference (3rd ed.)
7. ↑  Andrey A. Lissovsky: Taxonomic revision of pikas Ochotona (Lagomorpha, Mammalia) at the species level. Mammalia 78 (2), 2013; S. 199–216. doi:10.1515/mammalia-2012-0134
8. ↑  Ochotona hyperborea in der Roten Liste gefährdeter Arten der IUCN 2006. Eingestellt von: Lagomorph Specialist Group, 1996. Abgerufen am 31. Oktober 2015.